# Miriam Haskell
Miriam Haskell (* 1. Juli 1899 in Tell City, Perry County (Indiana); † 14. Juli 1981 in Cincinnati, Ohio) war eine amerikanische Modeschmuckdesignerin und Unternehmerin. Von 1920 bis in die 1960er Jahre entwarf sie zusammen mit dem Designer Frank Hess erschwingliche Schmuckstücke. Ihr Unternehmen gehörte zu den führenden amerikanischen Modeschmuckhäusern.

## Leben
Haskell wurde in Tell City, Indiana, einer kleinen Stadt am Ohio River, etwa 80 Meilen südwestlich von Louisville, als eines von vier Geschwistern geboren. Ihren Abschluss an der High School legte sie 1917 im nahe gelegenen New Albany ab, wo ihre Eltern, russischstämmige, jüdische Immigranten, einen Kurzwarenladen betrieben, in dem sie Textilien und Stoffe verkauften. Im Anschluss studierte sie bis 1919 am College of Education der University of Chicago, machte jedoch keinen Abschluss.
Nachdem sie einige Jahre in Chicago verbracht hatte, zog sie 1924 nach New York, eröffnete 1926 ihr Juweliergeschäft LE BIJOU DE L’HEURE im McAlpin Hotel und im selben Jahr ein zweites in der West 57th Street. Damals war Modeschmuck ein relativ neues Genre, das von Coco Chanel eingeleitet wurde, die ihre „vrais bijoux en toc“ oder „echte Kunstschmuck“-Kollektion 1924 auf den Markt gebracht hatte. Haskell nutzte die Begeisterung der Amerikaner für französische Mode und kreierte, nach dem Vorbild europäischen Modeschmucks, ihre eigene Kollektion, die größtenteils aus importierten Glasperlen und Kristall handgefertigt wurde, wobei komplexe Motive aus Perlen und Strass auf filigranen Untergründen verdrahtet wurden. Die Idee war nicht, das Reale zu imitieren, sondern phantasievolle Schmuckstücke zu kreieren, die von der Natur und exotischen Kulturen inspiriert waren – ein damals neuartiges Konzept. Bis zum Zweiten Weltkrieg verarbeitete sie vor allem Glasperlen aus der Tschechoslowakei, Frankreich, Italien und Deutschland. Aufgrund der Verknappung von Metallen während des Kriegs wich sie auf Kunststoffe, aber auch Seidenfaden aus. Die meisten Entwürfe von Haskell entlehnten Motive aus der Natur, wie Ranken, Blüten, Blätter, Schmetterlinge. Der hohe handwerkliche Standard, ihre Haltbarkeit und die hochwertigen Materialien trugen zur Qualität und Beliebtheit der Stücke bei.
Wahrscheinlich entwarf sie die ersten Stücke selbst, doch die dauerhafte Ästhetik der Kollektion, die sich durch filigrane Metallausführungen mit Perlenbündeln und vor allem Glasperlen auszeichnete, ging größtenteils auf Frank Hess zurück, den Chefdesigner des Labels von 1926 bis 1960, während Haskell als visionäre Geschäftsfrau galt, die für die Expansion des Unternehmens sorgte. Mit Hess reiste sie auf der Suche nach Materialien nach Paris, Gablonz, Venedig und Wattens zur Swarovski-Fabrik, bis der Beginn des Zweiten Weltkrieges das Reisen unmöglich machte. Sie stellte erst einen Assistenten und dann weitere Arbeiter ein, die nach den Entwürfen von Hess die Stücke von Hand fertigten. Innerhalb kürzester Zeit vertrieb Haskell ihre Entwürfe in den meisten großen hochpreisigen Kaufhäusern des Landes, hauptsächlich an der Ostküste, danach auch in Texas, Nebraska und dem Mittleren Westen. Sogar während der Weltwirtschaftskrise boomte Miriam Haskells Unternehmen. Hollywoodgrößen kauften bei den privaten Schmuckvorführungen in New York. Zu den prominenten Käuferinnen gehörten unter anderem Lucille Ball und Joan Crawford. Für weniger zahlungskräftige Kunden produzierte Haskell zwei weitere, vereinfachte und schlichter gehaltene Produktlinien. Ab den frühen 1930er Jahren vertrieb sie drei jahreszeitliche und zwei Sonderkollektionen pro Jahr. Die Frühlings- und Sommerkollektion hatte viele leuchtende, die Herbstlinie gedämpfte Farben, während die Urlaubskollektion beispielsweise durch schwarze Kristalle oder Farben wie Rot und Grün dominiert wurde. Mit der wachsenden Wertschätzung von Modeschmuck begann auch Haskell ihre Stücke in den späten 1940er Jahren zu signieren.
Im Laufe ihres Lebens schloss sie Freundschaften mit Bernard Gimbal, Nelson Rockefeller und John Daniel Hertz. Nach dem Zweiten Weltkrieg begannen sich ihr Gesundheitszustand und emotionale Stabilität zu verschlechtern und sie entwickelte Symptome einer Depression und Zwangsstörung. 1950 hatte sich ihr psychischer Zustand so weit verschlechtert, dass sie nicht mehr arbeiten konnte, und ihr Bruder Joseph kaufte das Unternehmen und übernahm das Geschäft, bis er es 1955 an Morris Kinzle veräußerte. Die nächsten Jahrzehnte wohnte Miriam Haskell zusammen mit ihrer verwitweten Mutter in einer Wohnung im Central Park South. Ab 1977 lebte sie unter der Obhut ihres Neffen Malcolm Dubin in Cincinnati, wo sie 1981 starb.
Morris Kinzler verkaufte das Unternehmen 1983 an Sanford Moss. 1990 wurde Frank Fialkoff neuer Eigentümer des Unternehmens Haskell Jewels, das im Herbst 2007 unter dem Namen Miriam Haskell neu startete. Zu den wichtigsten Designern bei Haskell gehörte Frank Hess bis 1960, danach etwa acht Jahre lang Robert Clark, gefolgt von Peter Raines. Larry Vrba kam 1970 dazu, Millie Petronzio wurde 1980 Chefdesignerin. In den 1970er Jahren wandte das Unternehmen sich verschiedenen Materialien und Konstruktionstechniken zu. Eine der populärsten neuen Schmucklinien dieser Zeit mit Perlen aus Plastik oder Knochen war die ägyptische Kollektion, inspiriert von der Tutanchamun-Ausstellung, die durch die Vereinigten Staaten tourte. Danach kehrte die Firma zu ihrem traditionellen Stil mit feinen Glasperlen zurück. Das Design umfasst heute gewebte Perlenketten und greift neben der Verwendung der filigranen Metallarbeiten und Vintage-Perlen Naturmotive aus Wildleder, Holz und Messing auf. Die Schmuckstücke werden noch immer vollständig in Handarbeit hergestellt. Die Kollektionen, deren Einzelstücke zwischen 500 und 2.000 US-Dollar kosten, werden bei Henri Bendel, Nordstrom, Fred Segal und Harvey Nichols vertrieben.

## Ausstellungen
Werke von Miriam Haskell befinden sich in der ständigen Sammlung des Metropolitan Museum of Art, des Museum of Arts and Design (MAD) und des National Museum of African American History and Culture. Daneben wurden Stücke ihrer Kollektionen in verschiedenen Museen gezeigt:
- 2018/2019: Bijoux Bijoux! Modeschmuck von Chanel bis Dior, Kunstgewerbemuseum Berlin[7]
- 2013: Fashion Jewelry: The Collection of Barbara Berger, Museum of Arts and Design, New York[8]
- 2000: Objekte der Begierde: Schmuckstücke von Miriam Haskell, New York, Museum für Kunst und Kulturgeschichte Dortmund